# Тор: Рагнарёк (саундтрек)
Тор: Рагнарёк (оригинальный саундтрек) — музыка к фильму «Тор: Рагнарёк» (2017) от компании Marvel Studios, основанному на одноимённом персонаже компании Marvel Comics. Музыка была написана американским композитором Марком Мазерсбо. Альбом саундтреков был выпущен компанией Hollywood Records в цифровом виде 20 октября 2017 года, на физическом носителе 10 ноября 2017 года.

## Разработка
К августу 2016 года Марк Мазерсбо был нанят для написания музыки к фильму. На Мазерсбо повлияло видео-эссе с канала YouTube Every Frame a Painting, в котором критиковалась музыка из предыдущих фильмов Кинематографической вселенной Marvel за их недостаточную запоминаемость, чтобы сделать саундтрек к «Тору: Рагнарёк» как можно более возможным. Музыка была записана в студии Abbey Road Studios. Синтезированная музыка создана под влиянием творчества Жана-Мишеля Жарра. Мазерсбо объединил синтезаторные клавишные, которые он использовал со времен группы Devo, с оркестром из 100 человек. В фильме также используются темы Патрика Дойла из «Тора» и темы Брайана Тайлера из фильмов «Тор 2: Царство тьмы» и «Мстители: Эра Альтрона», а также тема Джо Харнелла «The Lonely Man» из сериала «Невероятный Халк». Режиссёр Тайка Вайтити попросил бы группу Queen поработать над саундтреком к фильму (если бы их вокалист Фредди Меркьюри был ещё жив), потому что фильм — это «крутое, смелое, красочное космическое приключение», которое подошло бы к «чувству» группы. Hollywood Records выпустила цифровой саундтрек к фильму 20 октября 2017 года, а на физических носителях — 10 ноября 2017 года.

## Трек-лист
Вся музыка написана Марком Мазерсбо.
| №                   | Название                                                         | Длительность |
| ------------------- | ---------------------------------------------------------------- | ------------ |
| 1.                  | «Ragnarok Suite»                                                 | 8:53         |
| 2.                  | «Running Short on Options»                                       | 2:46         |
| 3.                  | «Thor: Ragnarok»                                                 | 1:09         |
| 4.                  | «Weird Things Happen»                                            | 1:46         |
| 5.                  | «Twilight of the Gods»                                           | 6:14         |
| 6.                  | «Hela vs. Asgard»                                                | 4:30         |
| 7.                  | «Where am I?»                                                    | 1:39         |
| 8.                  | «Grandmaster’s Chambers»                                         | 1:18         |
| 9.                  | «The Vault»                                                      | 3:47         |
| 10.                 | «No One Escapes»                                                 | 3:01         |
| 11.                 | «Arena Fight»                                                    | 3:32         |
| 12.                 | «Where’s the Sword?»                                             | 4:33         |
| 13.                 | «Go»                                                             | 1:43         |
| 14.                 | «What Heroes Do»                                                 | 1:37         |
| 15.                 | «Flashback»                                                      | 2:59         |
| 16.                 | «Parade»                                                         | 2:20         |
| 17.                 | «The Revolution Has Begun»                                       | 1:47         |
| 18.                 | «Sakaar Chase»                                                   | 2:12         |
| 19.                 | «Devil’s Anus»                                                   | 4:52         |
| 20.                 | «Asgard Is a People»                                             | 4:20         |
| 21.                 | «Where To?» (Включает тему из фильма «Тор» (2011) Патрика Дойла) | 2:22         |
| 22.                 | «Planet Sakaar»                                                  | 2:14         |
| 23.                 | «Grandmaster Jam Session»                                        | 3:16         |
| Общая длительность: | Общая длительность:                                              | 1:12:52      |

## Дополнительная музыка
Дополнительная музыка, представленная в фильме, включает «Immigrant Song» Led Zeppelin и «Main Title» («Golden Ticket»/«Pure Imagination») Уолтера Шарфа из фильма «Вилли Вонка и шоколадная фабрика». «In the Face of Evil» от Magic Sword фигурирует в официальном трейлере.